# フレデリック・ペラシー
フレデリック・ペラシー（Frédéric Pélassy, 1972年6月25日 - ）は、フランスのヴァイオリン奏者。
パリの生まれ。12歳でクレテイユの音楽学校を卒業し、ユーディ・メニューインに才能を認められる。1987年にはミシェル・オークレールに師事し、音楽作詞者作曲者出版者協会から表彰された。1988年にはグシュタートのメニューイン音楽アカデミーに招かれてアルベルト・リジーとメニューインの薫陶を受け、モーツァルテウム音楽大学でシャーンドル・ヴェーグの指導も受けた。1989年にはシオンのティボール・ヴァルガ国際ヴァイオリン・コンクールで上位入賞を果たした。その後もシカゴでヴァルター・レヴィン、モントリオールでマウリシオ・フックスの各氏のレッスンを受け、サンタンデールのザハール・ブロンの下で仕上げを行った。